# Plectiscus exilis
Plectiscus exilis là một loài tò vò trong họ Ichneumonidae.